# Genesis (film 2004)
Genesis è un film del 2004 diretto da Claude Nuridsany e Marie Pérennou.
Mescolando humour e serietà, innocenza e saggezza, un poeta musicista africano utilizza il linguaggio evocativo del mito e delle favole per raccontare la nascita dell'Universo, l'inizio infuocato del nostro pianeta e l'apparizione della vita sulla terra…la storia di tutti noi. Ci parla del tempo, della materia, della nascita, dell'amore e della morte. Gli animali sono i protagonisti di questa Genesi fiammeggiante moderna e senza tempo. Dopo sei anni passati sul film, questa è la seconda opera degli autori di Microcosmos - Il popolo dell'erba.

## Produzione

### Regia
Claude Nuridsany e Marie Pérennou sono nati a Parigi e lavorano insieme dal 1969, anno in cui si sono laureati in biologia presso l'Università di Pierre e Marie Curie (Paris VI). Nel 1976, ottengono il premio NIÉPCE per un lavoro fotografico che ha avuto ampio riscontro in Francia e all'estero. Autori di numerosi libri fotografici, dopo aver lavorato per la televisione, nel 1996 esordiscono con Microcosmos - Il popolo dell'erba.